# 3695 Fiala
3695 Fiala este un asteroid din centura principală, descoperit pe 21 octombrie 1973 de Henry Giclas.